# Борхардт, Гуго
Гуго Борхардт (Хуго Борхардт, нем. Hugo Borchardt; 6 июня 1844, Магдебург, Пруссия — 8 мая 1924, Шарлоттенбург, Берлин, Веймарская республика) — немецкий инженер и конструктор огнестрельного оружия, работал в ведущих мировых оружейных компаниях, изобретатель пистолета Borchardt C93.

## Биография
Гуго Борхардт родился 6 июня 1844 в Германии. В 1860 г. вместе со своими родителями иммигрировал к США и в 1875 г. стал натурализованным гражданином США.

### Карьера конструктора
С 1872 Гуго Борхардт работал на заводе компании Pioneer Breech-Loading Arms Co. в Трентоне, штат Массачусетс, с 1874 — мастером на заводе «Зингер». В марте 1875 поступил на работу в оружейную компанию Sharps Rifle Company, где по контракту изготавливал узлы винтовок. Примерно в 1876 году, работая в компании «Винчестер» (г. Нью-Гевен), получил свой первый патент, связанный с конструкцией револьвера. Модель интересна сплошной рамкой, которая укрепляет механизм револьвера, а также наличием системы одновременной экстракции стреляных гильз. Над револьверами Борхардт работал совместно со Стефеном Вудом (англ. Stephen W. Wood), известным американским изобретателем оружия. Но компания Winchester проиграла в конкурентной борьбе со Smith & Wesson и Colt, и потеряла интерес к разработкам револьверов. В 1876 г. Борхардт вернулся в Sharps, результатом работы там стала усовершенствованная однозарядная винтовка Sharps-Borchardt Model 1878.
В 1882 г. Борхардт открыл собственную контору в Будапеште, где встречался с конструкторами скорострельного оружия, Сильвестром и Карелом Крнка, Фердинандом фон Манлихером и Конрадом фон Кромаром (нем. Konrad von Kromar). Тогда же познакомился с берлинским фабрикантом Людвигом Лёве́ (нем. Ludwig Loewe), который проявлял большой интерес к венгерской оружейной промышленности. В 1890 Борхардт посетил его фирму Ludwig Loewe & Co., где уже работал молодой конструктор Георг Люгер. Вскоре после посещения фабрики Лёве, Борхардт начал работать над созданием самозарядного пистолета.
Запатентовав в 1893 г. свой оригинальный пистолет Borchardt C93, он, по некоторым данным, пытался разместить его производство на льежской «Фабрик Насьональ» и только впоследствии достиг соглашения с компанией Лёве. Один из директоров компании Лёве решил в качестве эксперимента изготовить образец пистолета Борхардта. Работы над новым пистолетом длились около 18 месяцев. Так появился первый коммерчески жизнеспособный 7,65 мм самозарядный пистолет Borchardt C93. Позже Хуго Борхардт переключился на производство газобаллонного оборудования. В 1907—1911 годах Хуго Борхард запатентовал несколько усовершенствований своего пистолета, которые уже не были реализованы в связи с выпуском более совершенного пистолета Люгера, и после 1911 г. совершенно потерял интерес к оружию.

### Последние годы
Гуго Борхардт умер от пневмонии в Берлин-Шарлоттенбурге 8 мая 1924.

## Пистолет Borchardt C93

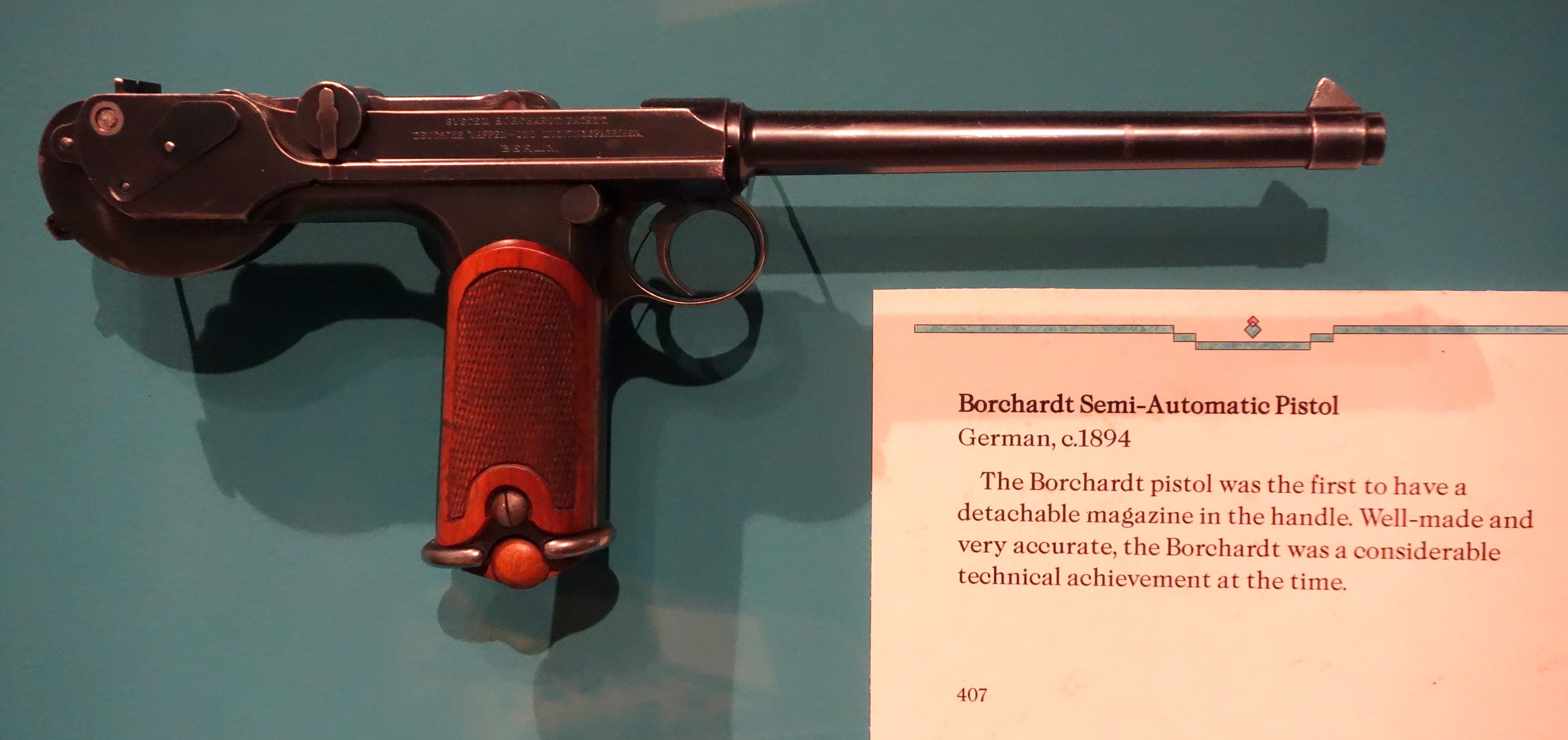
Borchardt C93

Первый действующий образец пистолета появился в начале 1893. Патент на оригинальную разработку этого типа оружия был выдан Борхардту в Германии 9 сентября 1893 г. В том же году его конструкция была запатентована в Англии а затем ещё в девяти странах, включая Германию, Францию, Италию и США.
Пистолет конструктивно состоит из рамки с щечками рукоятки и предохранителя; возвратной пружины с кожухом; спускового крючка с крышкой и пружиной; ствола со ствольной коробкой, шептала и отделителя; затвора с кривошипно-шатунным механизмом и соединительными осями; съемного коробчатого магазина, съемного приклада.
Хорошие баллистические характеристики, надежность оружия, а также наличие съемного приклада позволяло указывать в каталогах пистолет Борхардта как «пистолет-карабин» — универсальное оружие охотников и путешественников.